# Rashid Sunyaev

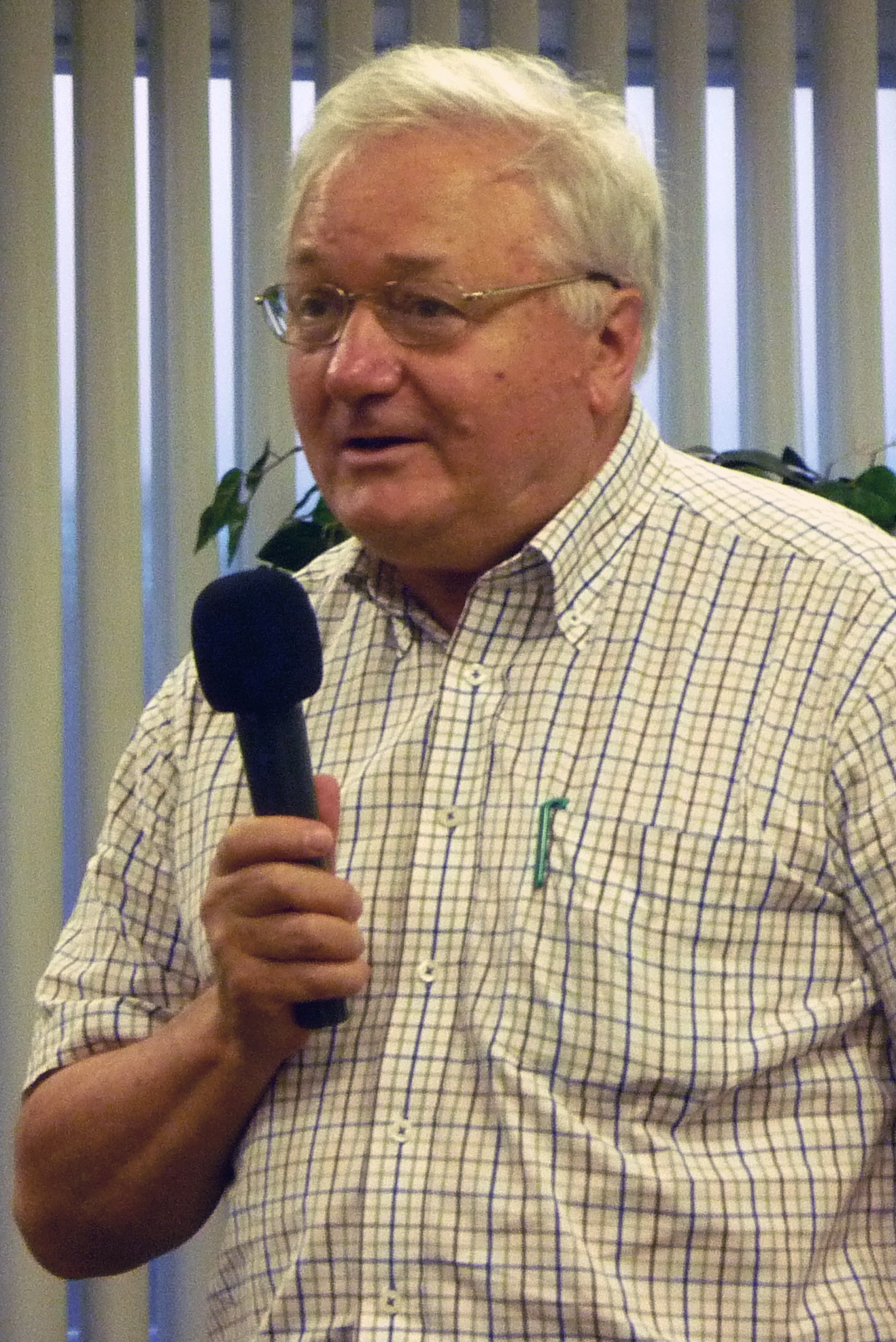
Rashid Sunyaev während der Konferenz FNP 2010

Rashid Sunyaev (auch russisch Рашид Алиевич Сюняев/Raschid Alijewitsch Sjunjajew; * 1. März 1943 in Taschkent, Usbekische SSR, Sowjetunion) ist ein russischer Astrophysiker tatarischer Herkunft. 1995 wurde er Direktor am Max-Planck-Institut für Astrophysik in Garching bei München.

## Leben
Rashid Sunyaev wurde 1943 in Taschkent (Usbekistan, damals UdSSR) geboren. Er studierte am Moskauer Institut für Physik und Technologie und war Doktorand bei Jakow Seldowitsch. 1968 promovierte er an der staatlichen Moskauer Universität. 1974 bis 1982 leitete Sunyaev das Labor für theoretische Astrophysik am Raumforschungsinstitut (IKI) der Akademie der Wissenschaften der UdSSR.
1982–2002 richtete er dort die Abteilung für Hochenergie-Astrophysik ein. Seit 1995 ist er auch Direktor am Max-Planck-Institut für Astrophysik in Garching bei München. Sunyaev war Projektwissenschaftler mehrerer Satellitenobservatorien in der Röntgen- und Gammaastronomie. Im Februar 2022 unterzeichnete er einen offenen Brief von russischen Wissenschaftlern und Wissenschaftsjournalisten, in dem der Einmarsch Russlands in die Ukraine verurteilt wurde.
Sein ältester Sohn, Shamil, ist Distinguished Chair Professor für Genetik an der Harvard University und sein jüngster Sohn, Ali, ist Professor für Informatik am Karlsruher Institut für Technologie.

## Werk
Sunyaev arbeitet auf vielen Gebieten der Kosmologie, der relativistischen Astrophysik, und der Röntgenastronomie. Zusammen mit Seldowitsch (engl. Transkription Zel'dovich) beschrieb er den Sunjajew-Seldowitsch-Effekt, die Veränderung der kosmischen Hintergrundstrahlung beim Durchgang durch das heiße Gas eines Galaxienhaufens. Seine Arbeit mit Nikolai Iwanowitsch Schakura über die Struktur von Akkretionsscheiben war ein wichtiger Schritt im Verständnis der Materieeinströmung auf stellare schwarze Löcher in Röntgendoppelsternen und schwarze Löcher in aktiven galaktischen Kernen, und ist eine der meistzitierten Arbeiten der modernen Astrophysik. Ihr Ergebnis war das Modell der Standardscheibe, das 1973 veröffentlicht wurde.

## Auszeichnungen
- 1989 – Bruno-Rossi-Preis der Amerikanischen Astronomischen Gesellschaft
- 1995 – Goldmedaille der Royal Astronomical Society
- 2000 – Catherine Bruce Gold Medaille der Astronomical Society of Pacific
- 2000 – Staatspreis der Russischen Föderation für die wissenschaftlichen Ergebnisse des GRANAT Weltraumobservatoriums
- 2002 – Alexander-Friedmann-Preis für Gravitation und Kosmologie der Russischen Akademie der Wissenschaften
- 2003 – Dannie-Heineman-Preis für Astrophysik der Amerikanischen Astronomischen Gesellschaft und des Amerikanischen Instituts für Physik
- 2003 – Gruber-Preis für Kosmologie
- 2004 – Namensgeber für den Asteroiden Sunyaev[2]
- 2008 – Crafoord-Preis in Astronomie der Königlich Schwedischen Akademie der Wissenschaften
- 2008 – Henry Norris Russell Lectureship der Amerikanischen Astronomischen Gesellschaft
- 2008 – Karl-Schwarzschild-Medaille der Astronomischen Gesellschaft
- 2009 – König-Faisal-Preis für Physik
- 2010 – Bundesverdienstkreuz am Bande
- 2011 – Kyoto-Preis in der Kategorie Grundlagenforschung
- 2012 – Benjamin Franklin Medal
- 2015 – Eddington-Medaille
- 2015 – Oskar-Klein-Medaille
- 2018 – Marcel Grossmann Award
- 2019 –  Dirac-Medaille (ICTP)[3]
- 2023 – Max-Planck-Medaille der DPG[4]

Seit 2017 zählt ihn Clarivate Analytics aufgrund der Zahl seiner Zitationen zu den Favoriten auf einen Nobelpreis für Physik (Clarivate Citation Laureates, früher Thomson Reuters Citation Laureates).

## Mitgliedschaften in Akademien und Gesellschaften
- Korrespondierendes Mitglied der Akademie der Wissenschaften der Sowjetunion (1984–1992)
- Ordentliches Mitglied der Academia Europaea (1990)
- Auswärtiges Mitglied der National Academy of Sciences der Vereinigten Staaten (1991)
- Auswärtiges Mitglied der American Academy of Arts and Sciences (1992)
- Volles Mitglied der Russischen Akademie der Wissenschaften (1992)
- Mitglied der Deutschen Akademie der Naturforscher Leopoldina (2003)[6]
- Mitglied der Königlichen Akademie der Künste und Wissenschaften der Niederlande (2004)
- Mitglied der American Philosophical Society (2007)[7]
- Auswärtiges Mitglied der Royal Society (2009)